# میکائیل سریانی
میکائیل سریانی (سریانی کلاسیک: ܡܺܝܟ݂ܳܐܝܶܠ ܣܽܘܪܝܳܝܳܐ)، درگذشتهٔ ۱۱۹۹ میلادی، مشهور به میکائیل بزرگ (سریانی: ܡܺܝܟ݂ܳܐܝܶܠ ܪܰܒ݁ܳܐ)، بطریق کلیسای ارتدکس سریانی از سال ۱۱۶۶ تا ۱۱۹۹ بود. شهرت امروز وی بیشتر به دلیل تألیف بزرگترین وقایع‌نامه‌ی سده‌های میانه است، که او به سریانی نوشته‌است. از او مطالب مختلف دیگری که به دست خویش نوشته باقی مانده‌است.

## زندگی
زندگی وی را ابن عبری ضبط کرده‌است. او در حدود سال ۱۱۲۶ در خانوادهٔ کشیشی به نام الیا (الیاس) از خاندان قینداسی در ملطیه به دنیا آمد. عموی او، راهبی به نام آتاناسیوس بود که بعدتر در سال ۱۱۳۶ اسقف عین زربه در کیلیکیه شد.
در آن دوره ملطیه بخشی از قلمرو سلسله ترکمانان دانشمندیه بود، و هنگامی که در سال ۱۱۴۲ متصرفات دانشمندیان به دو بخش تقسیم شد، ملطیه پایتخت یکی از این دو پاره شد. شهر در سال ۱۱۷۸ به تصرف سلجوقیان روم درآمد. کرسیِ بطریقی از قرن یازدهم در صومعهٔ یعقوبیِ «مار برصوما» در نزدیکی این شهر بود.

## آثار
میکائیل سریانی نویسنده‌ای پرکار بود. وی آثاری در آیین مناجات، آموزه‌های کلیسای یعقوبی و قانون کلیسا دارد. خطبه‌های بیشماری از او به جا مانده، که اکثراً به چاپ نرسیده‌اند. اما شهرت اصلی او به خاطر کتابی است که در تاریخ جهان نگاشته، و طولانی‌ترین و غنی‌ترین وقایع‌نامهٔ به‌جامانده در زبان سریانی است.

### وقایع‌نامه

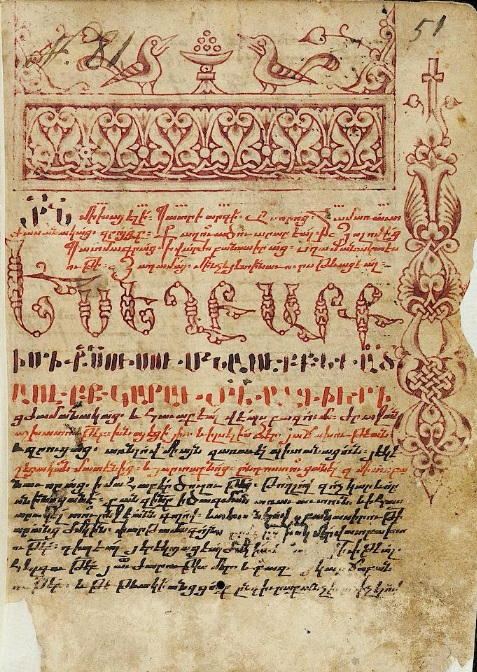
ترجمه ارمنی قرن سیزدهم از وقایع‌نامهٔ میکائیل سریانی، نسخه خطی ۱۴۳۲

این وقایع‌نامه از آغاز خلقت تا زمان میکائیل را پوشش می‌دهد. کتاب از تاریخ‌های کلیسایی قبل از خود که اکنون به دست ما نرسیده استفاده می‌کند - به عنوان مثال، مطالب مربوط به دوران باستان متأخر را عمدتاً از دیونیسیوس تلمحری گرفته‌است. کتاب نسخه‌ای از نقل یوسف فلاوی دربارهٔ یسوع را هم آورده‌است.

## یادداشت
1. ↑  Wright, Syriac Literature, p.250 f. , referencing Bar Hebraeus, Chron. Eccl. vol. 1, p.575 f.
2. ↑  Wright, A short history of Syriac literature, p.250, n.4, referencing Bar Hebraeus, Chron. Eccles., vol. 1, 537.